# Muzeum Homolupulů
Muzeum Homolupulů je muzeum v Žatci, které je věnováno bájnému rodu Homolupulů. Muzeum se nachází v baště žateckých hradeb.  Jedná se o rececistickou formu přibližující chmelovou kulturu a chmelařský kraj. V muzeu je přiblížen život bájného národu Homolupulů. Muzeum je otevřené jen několikrát do roka, hlavně během dočesné.  

## Galerie

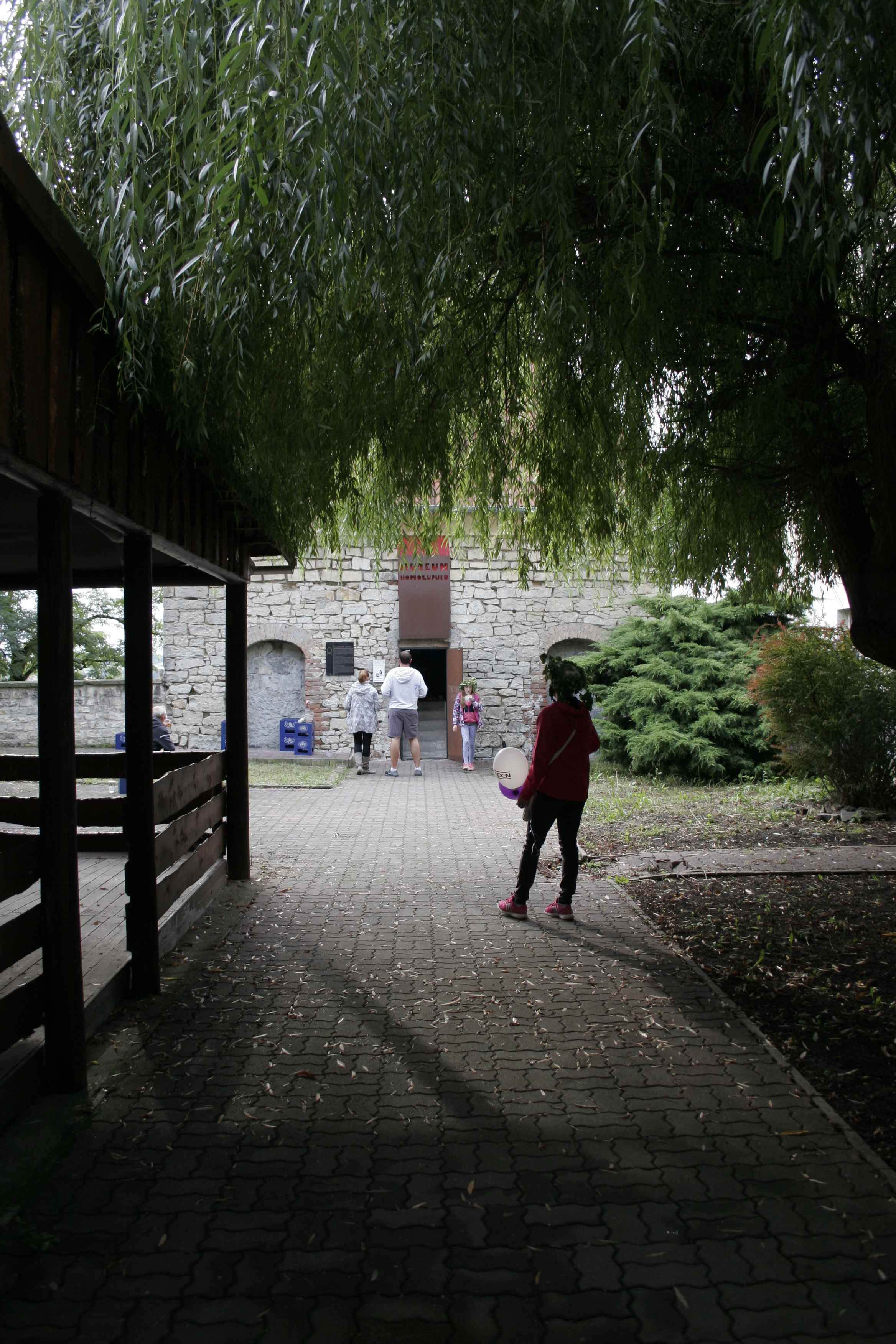
Přístup k muzeu
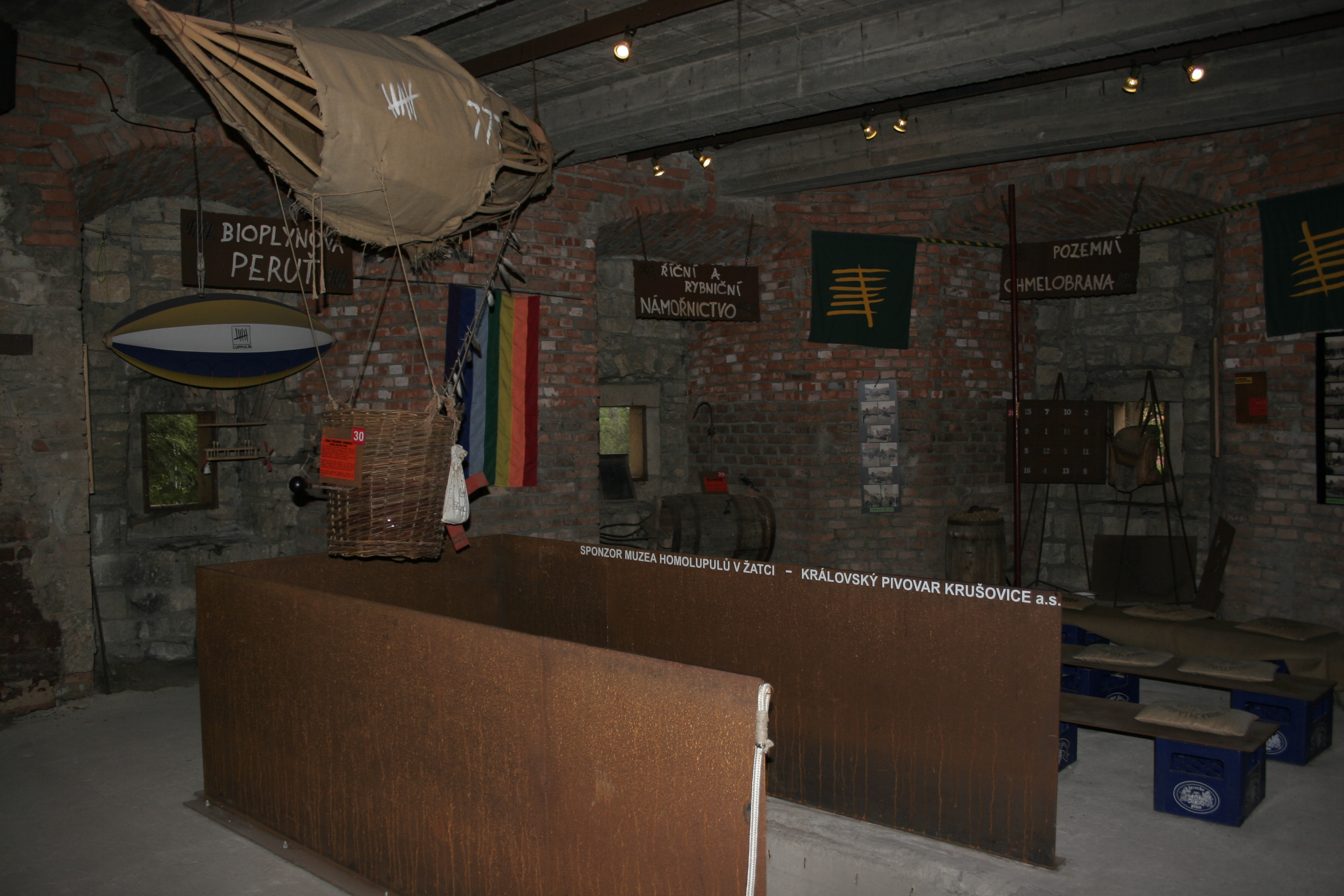
Interiér muzea
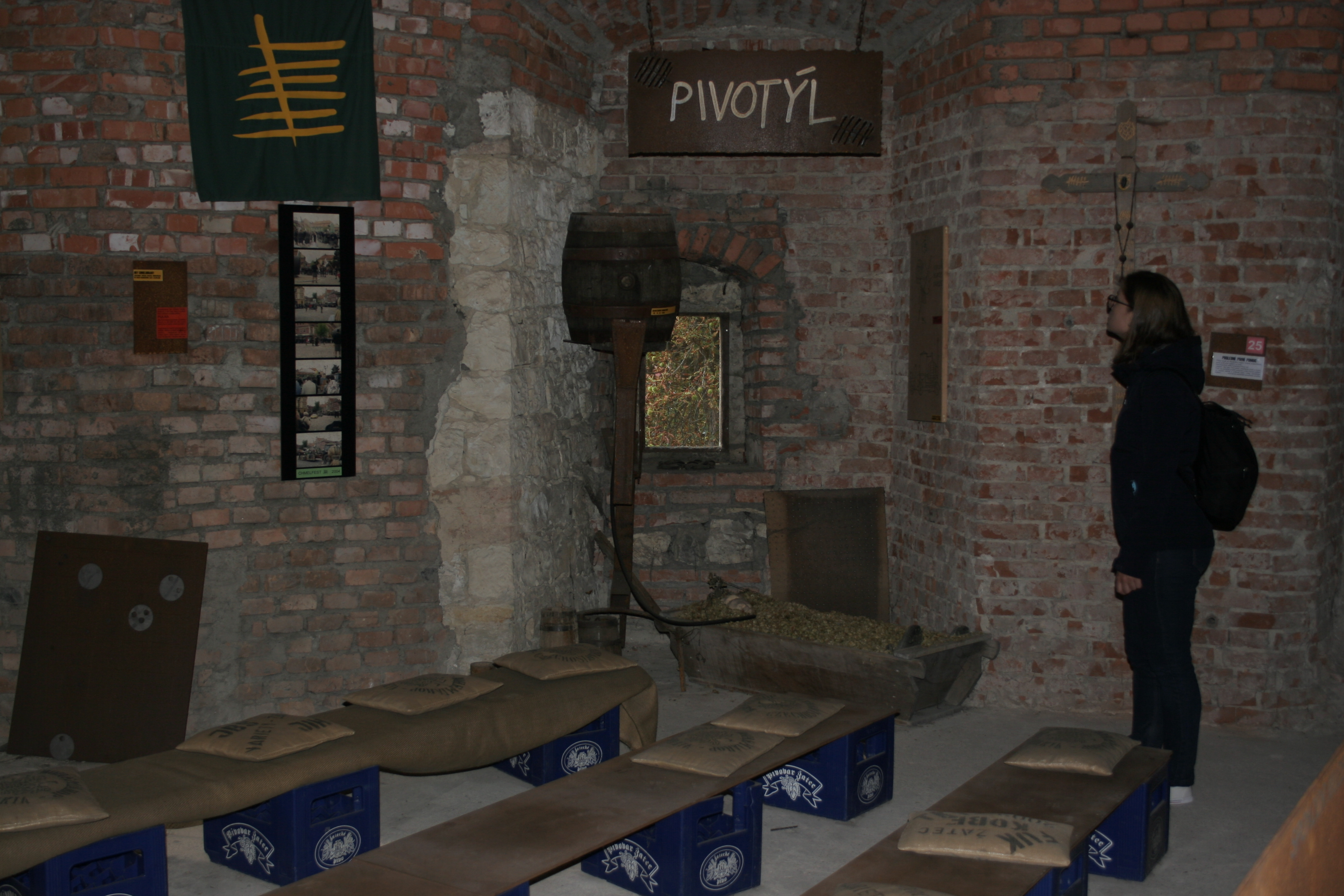
Interiér muzea